# كروزر 1 الأسود (طابع)
كان طابع "وان كروزر الأسود"، أو "شوارزر آينزر"، أول طابع بريدي يُصدر في مملكة بافاريا، وأول طابع يُصدر في أي مكان ضمن الأراضي التي تُشكل ألمانيا الحديثة. أُصدر في الأول من نوفمبر عام 1849. طُبعت 832500 نسخة منهُ على ورق يدوي الصنع في مطبعة جامعة ميونيخ.
سُحبت الطوابع من الأسواق في أكتوبر عام 1851 لكنها ظلت صالحة للبريد حتى 31 أغسطس 1864.
صمّمَ الطابعَ يوهان بيتر هاسيني، ونقشه إف. جيه. سيتز، وطُبع بواسطة جيه. جي. فايس؛ وقد أُخفيت الأحرف الأولى من أسماء هذه الشخصيات "PH" و"S" و"W" -وفقًا لجوزيف دي هيسيل- في النمط الزهري للرقم كإجراء وقائي ضد التزوير. الطابع أسود اللون، وفي وسطه فئة رقمية كبيرة. لاحقًا، نُقل النقش من الخشب إلى الجبس، مما أدى إلى تشوهات في حجم الطباعة. كما ظهرت أنواع مختلفة من الطوابع بسبب تلف مكبس النقش والنقش نفسه، مثل النقاط الملونة والزوايا التالفة.
اتبعت الطوابع اللاحقة لبافاريا التصميم العام نفسه، على الرغم من أن الرقم كان محاطًا بدائرة كاملة أو جزئية.
هذا الطابع قيّم، ولكنهُ ليس نادرًا جدًا. يُقدّر دليل سكوت للطوابع عام 2002 قيمة النسخة غير المستخدمة بحوالي 600 دولار أمريكي، والنسخة المستعملة بحوالي 1600 دولار أمريكي.

## معرض صور

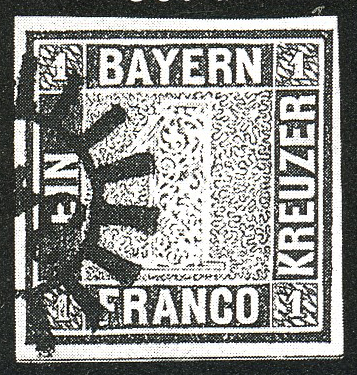
كروزر واحد طبع عام 1849، بلون رمادي أسود، ملغى بختم بريدي.
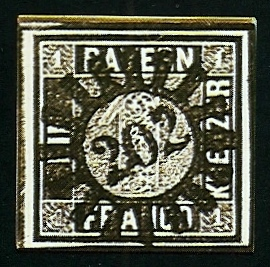
كروزر واحد طبع عام 1849، ألغي بختم بريدي رقم 202
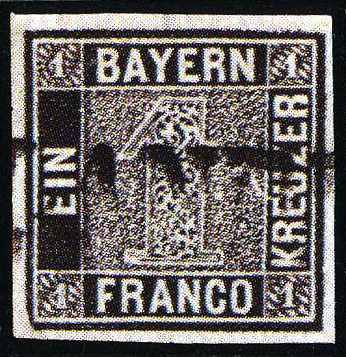
أسود داكن طبع عام 1849، خطي. بيع بمبلغ 2,750 ماركًا ألمانيًا عام 1982.
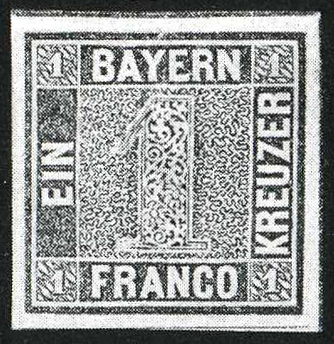
رمادي أسود، غير مستخدم طبع عام 1849، بيع عام 1978، بمبلغ 800 مارك ألماني.
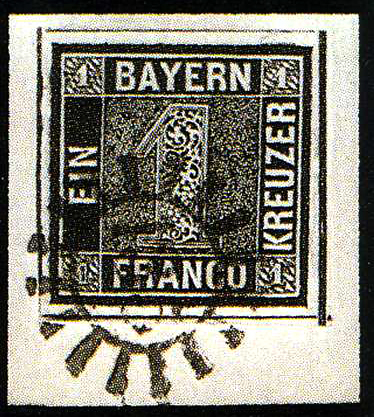
إصدار أسود غامق من عام 1850، قطعة فاخرة ملغاة بيع بمبلغ 8,800 مارك ألماني في عام 1982.
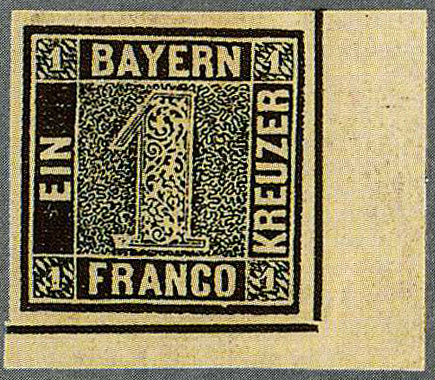
أسود داكن، غير مستخدم من الزاوية. بيع عام 1999، بمبلغ 3,200 مارك ألماني.